# Marketeer
Mit dem Begriff Marketeer oder auch Marketer (lat.: mercator = Kaufmann, Händler; aus dem Angelsächsischen übernommen) bezeichnet man eine Person, die für die Vermarktung eines Produktes oder einer Dienstleistung zuständig ist. Sein Wirkungsbereich umfasst Marketing, Werbung und Verkauf  und beinhaltet weiterhin Aufgaben wie die strategische Marktplatzierung eines Produktes, bis hin zu Verkaufsstrategien, Logolabels, Sponsoring und Marketingmodelle. Marketeers sind meist in Marketingabteilungen großer Industrie- und Handels-Unternehmen oder in Marketing- und Werbeagenturen beschäftigt und als Internet Marketer, Affiliate Marketer oder Referral Marketer angestellt.
Klassische Ausbildungswege verlaufen meist über ein Studium der Betriebswirtschaftslehre mit der Vertiefungsrichtung Marketing oder eine marketingnahe Ausbildung im Unternehmen.